# Oskar Breitling

Oskar Breitling

Oskar Breitling (* 16. März 1872 in Kaiserslautern; † 6. Juni 1960 in Frankfurt am Main) war ein deutscher Radrennfahrer.
Oskar Breitling begann seine Rennfahrerkarriere als Amateur. Er bestritt überwiegend Fliegerrennen (heute: Sprinter), bestritt auch häufig Tandemrennen. Als Berufsfahrer siegte er u. a. gegen den Weltmeister August Lehr. 1892 wurde er erster Deutscher Steher-Meister. Im selben Jahr sowie 1893 wurde er  nationaler Vizemeister im Sprint. 1897 wurde er Zweiter bei der in Köln ausgetragenen Sprint-Europa-Meisterschaft hinter Willy Arend. 
Am Ende der Saison 1900 beendete Breitling seine Rennfahrerkarriere und wurde Automechaniker. Nach dem Zweiten Weltkrieg arbeitete er als „Faktotum“ auf der Radrennbahn in Frankfurt.